# Park Miejski w Grudziądzu
Park Miejski im. Piotra Janowskiego w Grudziądzu – park położony na terenie Grudziądza przy ul. Hallera. Sąsiaduje z cmentarzem i stadionem żużlowym klubu GKM Grudziądz.

## Historia
Początki grudziądzkiego parku sięgają 23 lutego 1865, kiedy to Towarzystwo Upiększania Miasta Grudziądza zwróciło się do władz miasta z wnioskiem o uporządkowanie lasu miejskiego i urządzenie tam ogrodu publicznego. W tym celu powołano specjalną komisję parkową, która 15 marca 1866 otrzymała specjalną dotację na rozpoczęcie prac. Na Park Miejski wydzielono część lasu położonego między ulicami Cegielnianą a Radzyńską (dziś Hallera).
W pierwszym etapie prac uporządkowano las wycinając zbędne drzewa i wytyczono główne aleje spacerowe. Utworzono park w stylu angielskim, zachowując naturalny drzewostan i układ terenu. Następnie dosadzono krzewy i założono trawniki, zaś w dawnej leśniczówce uruchomiono letnią restaurację. Przed głównym wejściem do parku ustawiono pomnik wojenny. Park osiągnął pełny rozkwit na początku XX wieku. Pierwszy miejski ogrodnik został zatrudniony w 1902 roku. Obok cmentarza, od strony obecnej ulicy Parkowej, utworzono Ogród Botaniczny z małym alpinarium.
Park został otwarty dla publiczności w 1907 roku. Na jego terenie znajdowały się korty tenisowe, plac sportowy, a od 1914 roku chluba parku – ogród róż.
Park Miejski, zdewastowany podczas I wojny światowej, kilka lat po odzyskaniu niepodległości osiągnął szczyt rozkwitu. Należał do najpiękniejszych miejsc w Grudziądzu, władze miasta z Józefem Włodkiem na czele pokazywały go licznym dostojnym gościom.
Park został zniszczony podczas działań wojennych w 1945 roku. Następnie odbudowano go, jednak zaniechano odtworzenia ogrodu róż. W zamian za to obecnie w parku znajdują się: ukwiecone pergole, place zabaw, czołg T-34 z czasów II wojny światowej, działa przeciwpancerne i samolot. W 2013 roku rozpoczęto renowację obiektu. Od 19 września 2015 roku Park Miejski nosi imię Piotra Janowskiego

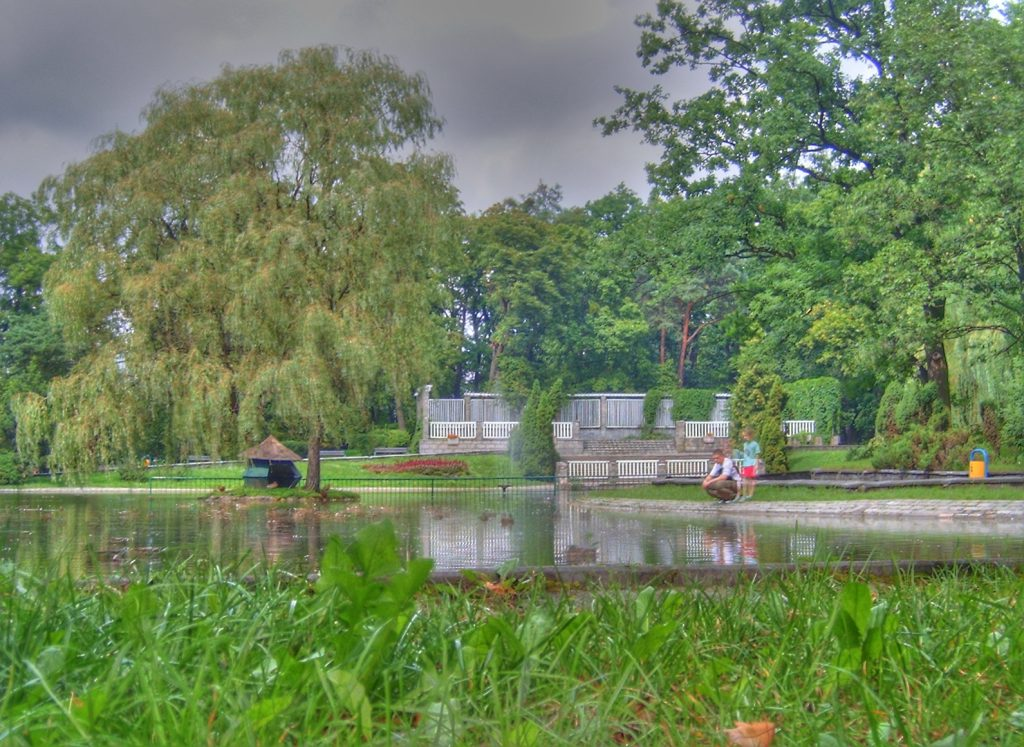
Przy fontannie
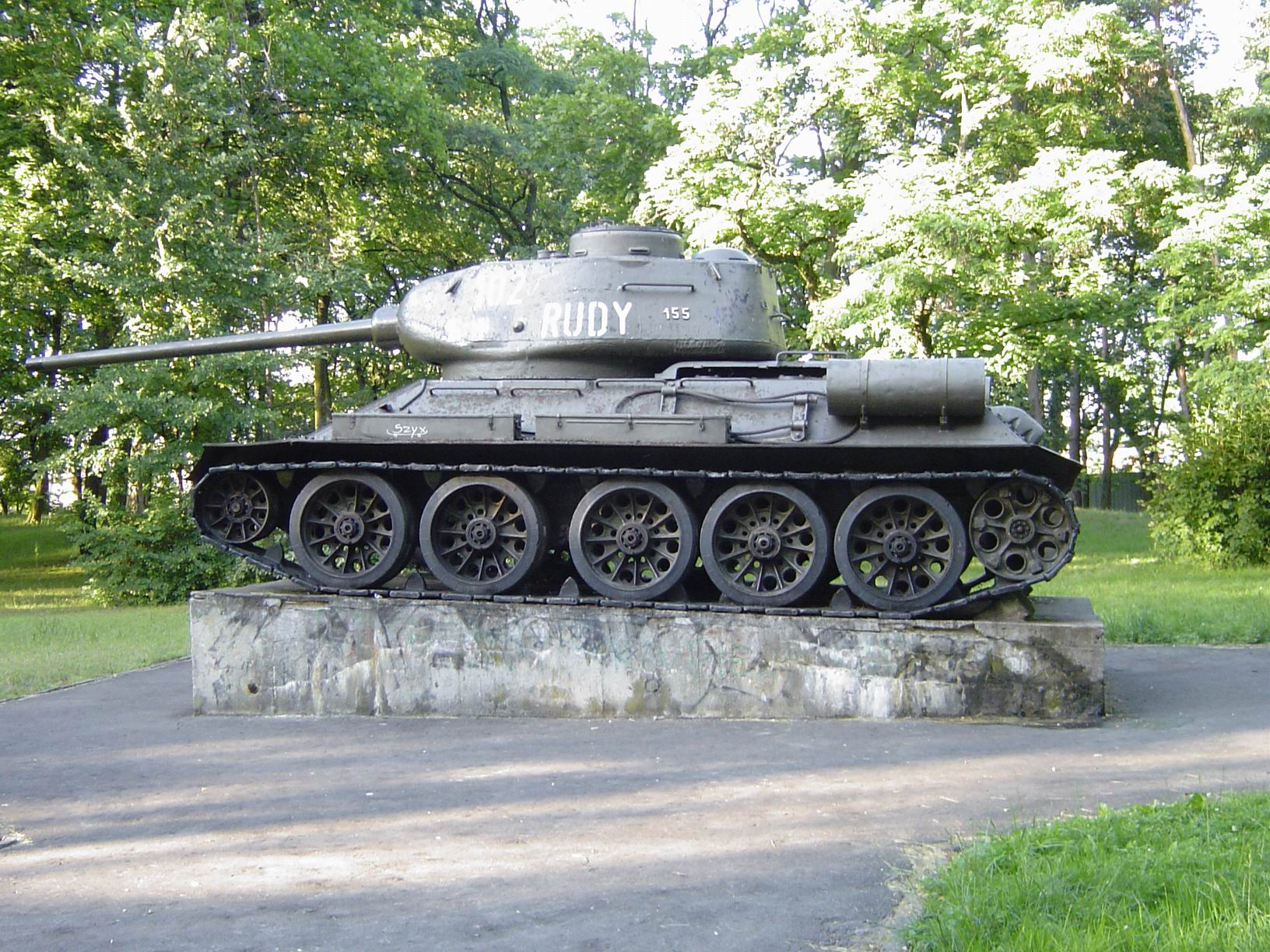
Czołg w parku
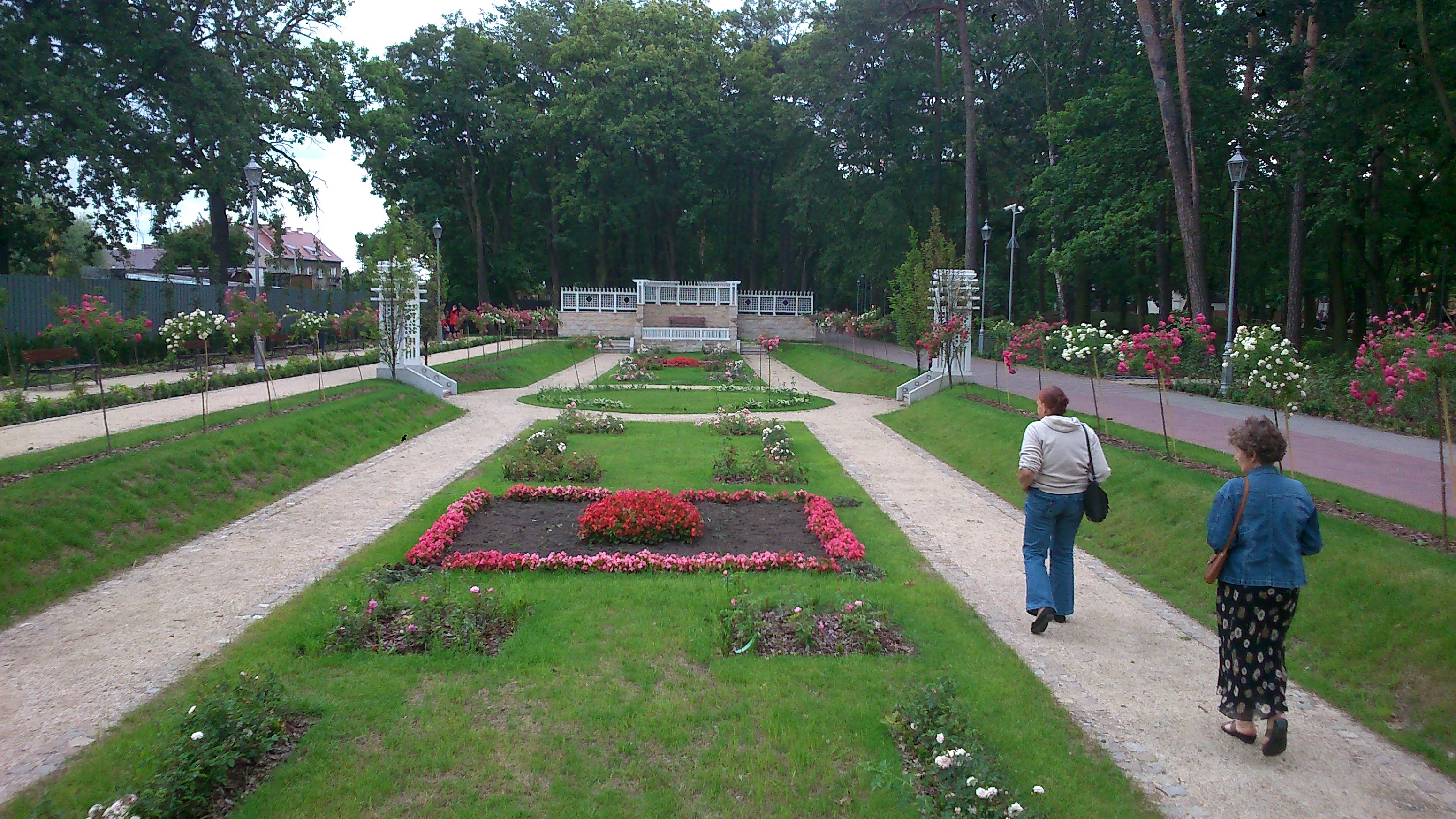
Ogród różany
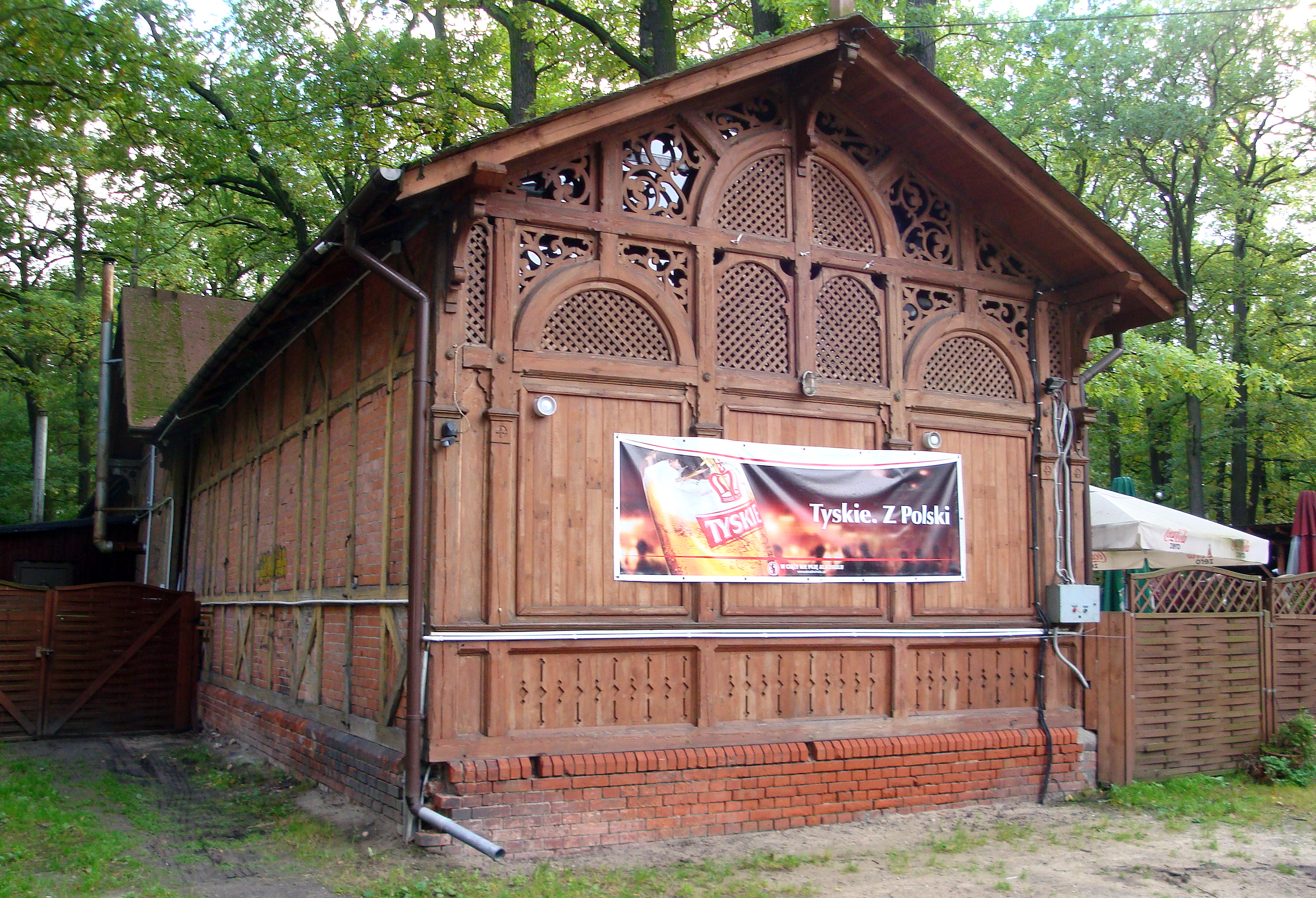
Pawilon parkowy
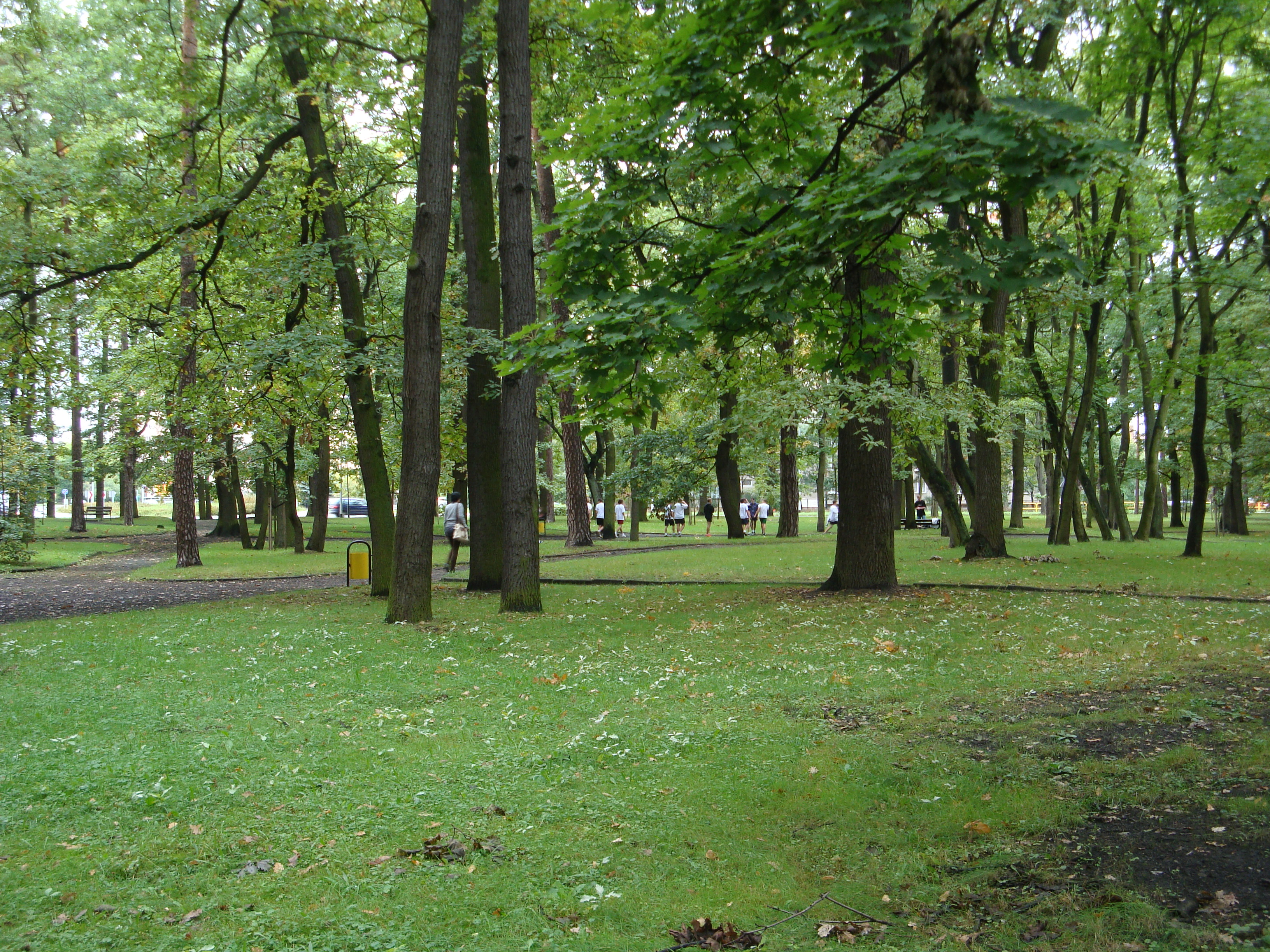